# KeepSolid
KeepSolid es un Software de tipo Red privada virtual disponible para iOS, macOS, Android, Windows, y Linux.
VPN Unlimited está desarrollado por KeepSolid Inc, una compañía americana con sede en la ciudad de Nueva York, Estados Unidos. Fundado en  2013 en Nueva York, KeepSolid brinda herramientas de ciberseguridad y soluciones de protección en Internet.
VPN Unlimited cuenta con 3000 servidores en más de 80 lugares en todo el mundo y opera bajo la jurisdicción de los Estados Unidos.

## Historia
KeepSolid fue fundada en 2013 como una empresa dedicada al desarrollo de software, lanzando así VPN Unlimited para iOS, el cual contaba con dos servidores.
En mayo de 2016, VPN Unlimited recibió el premio Editor's Choice de PCMag.
En noviembre de 2018, VPN Unlimited lanzó una versión lite de sus aplicaciones Freemium para Android y iOS.
En 2019, VPN Unlimited añadió el protocolo de código abierto WireGuard a la lista de protocolos VPN disponibles, además de IKEv2 y OpenVPN.
A partir de 2022, VPN Unlimited cuenta con 3000 servidores en más de 80 lugares en todo el mundo.

## Tecnología
VPN Unlimited cuenta con aplicaciones de escritorio para Windows, macOS, y Linux, además de aplicaciones móviles para iOS y Android. La aplicación también está disponible como una extensión para los navegadores Mozilla Firefox, Opera, Edge, y Google Chrome.
VPN Unlimited es compatible con los protocolos IKEv2, L2TP, OpenVPN, PPTP, y un protocolo propio llamado KeepSolid Wise.
La tecnología enruta el tráfico VPN a través de los puertos TCP 443 y UDP 33434, lo que hace que el tráfico sea difícil de detectar y bloquear.

### Características adicionales
Además de los servidores VPN de uso general, la compañía ofrece servidores para fines específicos, incluidos los Servidores VPN personales, intercambio de archivos P2P y torrent. Entre sus características adicionales está Kill Switch, que se encarga de cortar la conexión en caso de fallas, e incluye una función de privacidad como la política de no registro.
VPN Unlimited ofrece cuatro planes de suscripción: mensual, anual, trimestral y de por vida.

## Servidores
KeepSolid VPN Unlimited cuenta con más de 500 servidores en más de 80 ubicaciones en diferentes países, incluyendo Alemania, Australia, Austria, Bélgica, Bulgaria, Brasil, Canadá, Chipre, Dinamarca, Finlandia, Francia, Hong Kong, Islandia, India, Irlanda, Isla de Man, Israel, Italia, Japón, México, Países Bajos, Rumania, Singapur, Sudáfrica, Suecia, Suiza, Turquía, Reino Unido, y Estados Unidos.
VPN Unlimited también ofrece servidores para streaming y torrents.

## Recepción
De acuerdo con la reseña de TechRadar en 2021: "KeepSolid ofrece un excelente rendimiento por un precio justo con aplicaciones que funcionan prácticamente con todo". TechRadar reconoce que "los servidores son pocos", pero admite el "excelente rendimiento de WireGuard" y la "rápida atención por correo electrónico".
En 2021, PCWorld dijo en su reseña, que se trata de "Una aplicación útil con opciones esenciales".

## Otros productos
- MonoDefense: Se trata de un paquete de aplicaciones de seguridad, que incluye las versiones completas de VPN Unlimited, Passwarden, DNS Firewall, y SmartDNS.[15]
- Passwarden: Un administrador de contraseñas para mantener las contraseñas e información personal en un solo lugar, protegidas bajo una contraseña maestra.[16]
- SmartDNS by KeepSolid: Un servicio que permite acceder a sitios web bloqueados por regiones y evita las caídas de velocidad al navegar por la red.[17]
- DNS Firewall by KeepSolid: Una solución de seguridad de red que intercepta la resolución de DNS de los sitios web maliciosos y protege sus dispositivos de la infección de malware.[17]
- Goals by KeepSolid: Una herramienta online y offline para gestionar proyectos, establecer objetivos, colaborar con equipos y asignar tareas.[18]
- Private Browser by KeepSolid: Un navegador para teléfonos inteligentes (tanto en iOS como en Android), que emplea una tecnología VPN para cifrar el tráfico de sus usuarios.